# 1907 في أستراليا
فيما يلي قوائم الأحداث التي وقعت خلال عام 1907 في أستراليا.

## سياسة

### تعيين في المنصب
- 1 يناير – روبرت جونز عضو الجمعية التشريعية نيو ساوث ويلز.

## مواليد

### سبتمبر
- 10 سبتمبر – دوروثي هيل[1]

### ديسمبر
- 26 ديسمبر – ريتشارد لامب دراج أسترالي.

## وفيات

### نوفمبر
- 14 نوفمبر – أندرو إنغليج كلارك (مواليد 1848)[2]